# Actinotus repens
Actinotus repens är en flockblommig växtart som beskrevs av Gregory John Keighery. Actinotus repens ingår i släktet Actinotus och familjen flockblommiga växter. Inga underarter finns listade i Catalogue of Life.